# Marc Marie de Bombelles
Marc Marie, marquis de Bombelles (født 8. oktober 1744, død 5. marts 1822) var en fransk diplomat, officer og biskop. Han var gift med baronesse Angelique Macaku og var fader til Louis Philippe de Bombelles.
Bombelles var først officer, men gik siden over til diplomatiet og var 1780 gesandt ved den tyske Rigsdag i Regensburg, 1788 i Venedig. Han blev boende her 1790 efter at være afsat, idet han nægtede at aflægge ed på den nye franske forfatning, og blev brugt af Ludvig 16. af Frankrig i hemmelige ærinder, bl.a. til Danmark. 1792 fulgte Bombelles med den preussiske hær til Frankrig og mødte efter kampen ved Valmy Goethe, hvis bekendtskab han havde gjort i Venedig. Han bosatte sig senere i Schweiz og skrev her La France avant et depuis la revolution (1799). 1800 til 1803 var Bombelles general i Prinsen af Condés hær, blev derefter domherre i Breslau, og efter at være vendt tilbage til Frankrig 1814 blev han 1819 biskop i Amiens.